# Achilles und Ajax beim Spiel

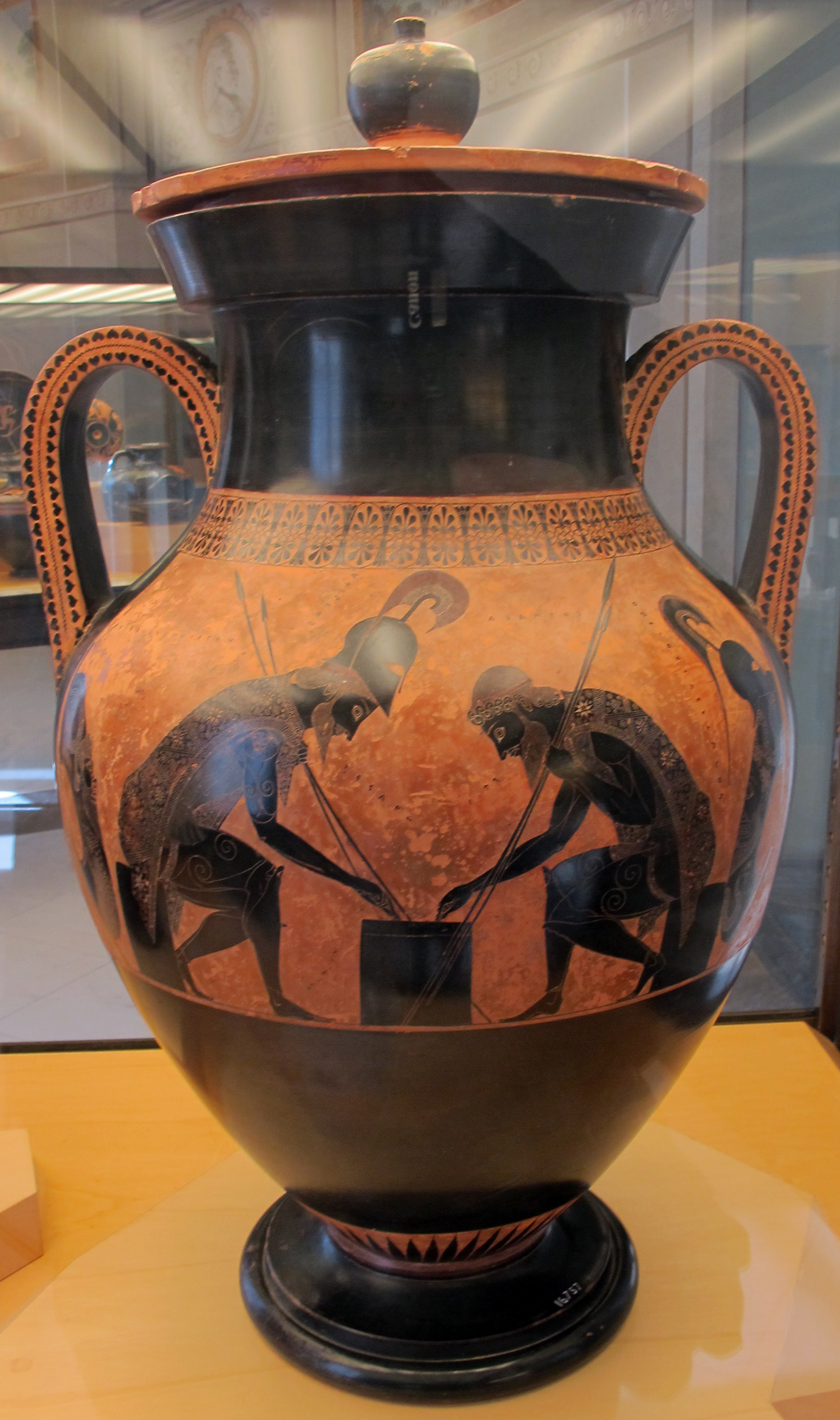
Amphora des Exekias; Museo Gregoriano Etrusco, Vatikanische Museen

Achilles und Ajax beim Spiel ist ein Motiv der antiken griechischen Kunst, insbesondere der Vasenmalerei, aber auch der Glyptik, das Achilles und Ajax den Großen bei einem Brettspiel zeigt. Obwohl die dargestellte Begebenheit literarisch nicht überliefert ist, sind aus der Zeit zwischen 550 und 480 v. Chr. mehr als 180 Vasen mit diesem Motiv aus dem trojanischen Sagenkreis bekannt.

## Motiv

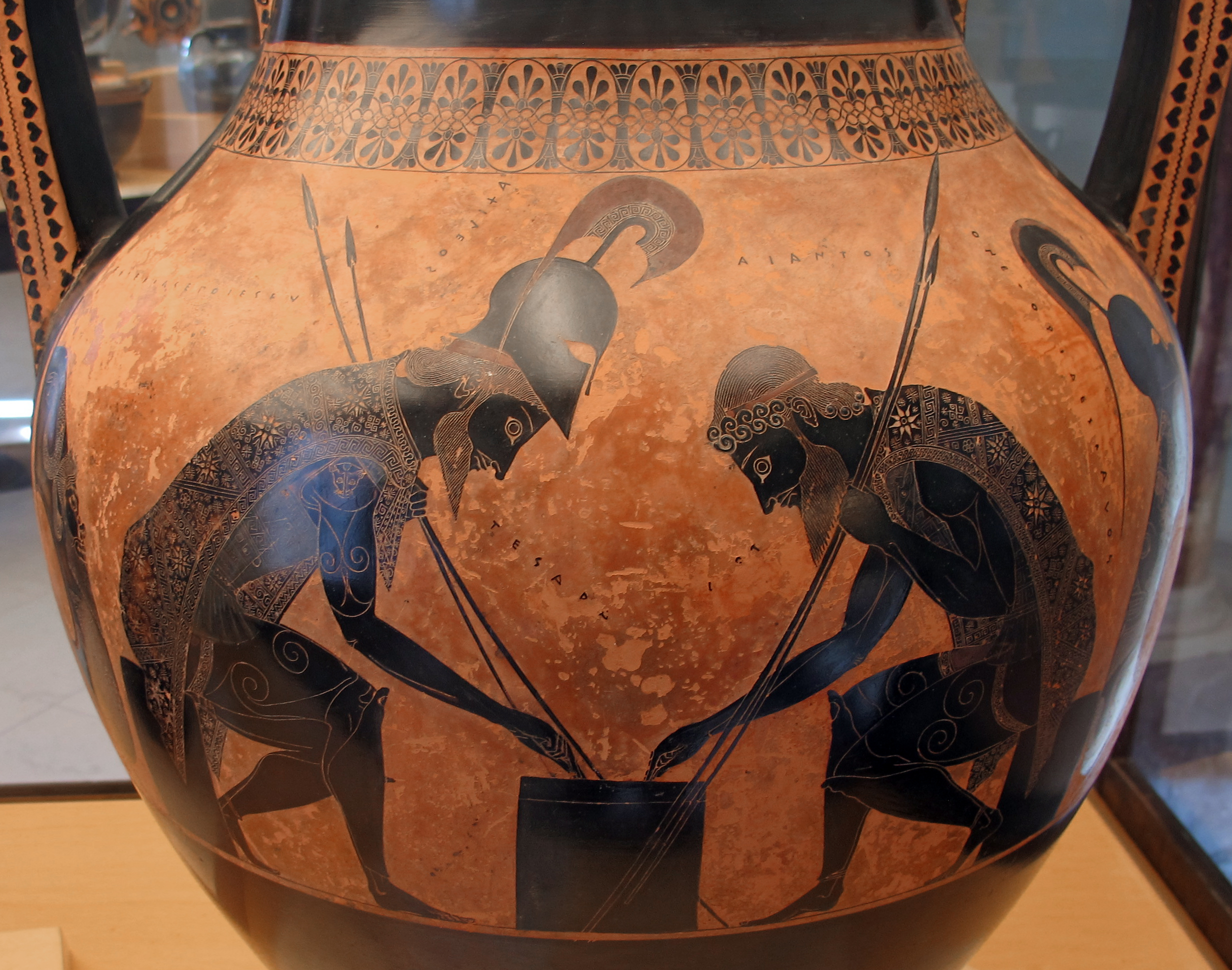
Exekias-Amphora: Spielszene

Das gezeigte Motiv ist einerseits so kanonisiert, dass es im Allgemeinen auf den ersten Blick erkennbar ist. Auf der anderen Seite können, sowohl aufgrund des Maluntergrundes, aber auch aus rein handwerklichen Gründen, Details des Bildes stark variieren. Als Urbild gilt eine Bauchamphora des Typus A, die der Töpfer und Vasenmaler Exekias, einer der herausragenden Meister und Innovatoren des Stils, um das Jahr 550 v. Chr. geschaffen hat. Es gilt in der modernen Forschung zugleich als eines seiner Hauptwerke und ist eine der am häufigsten rezipierten und abgebildeten griechischen Vasen überhaupt. Exekias hat diese Vase nicht nur signiert, sondern auch mit Beischriften die Spieler als Achilles und Ajax kenntlich gemacht.
Beide sitzen während einer Pause des Trojanischen Krieges zusammen und würfeln. Durch Beischriften erfährt man, welche Zahlen die Krieger würfelten: Achilles eine Vier, Ajax eine Drei. Der Bildaufbau erscheint sehr symmetrisch, lässt aber dennoch Spielraum für Differenzierungen. So trägt Achilles auf der linken Seite seinen Helm, während Ajax ohne Kopfbedeckung spielt. Auch unterschieden sie sich leicht in der Körperhaltung und in der Weise, wie sie ihre Lanzen halten. Beide sind überaus fein gewandet, ordentlich frisiert und mit guten Waffen ausgestattet. Das zeigt sie als dem Ideal entsprechende adelige Kämpfer. Die Details sind überaus fein gearbeitet, nach Exekias haben sich Vasenmaler nur noch selten eine derartige Mühe mit den Einzelheiten gemacht. Während die Schilde am Rand angelehnt sind und somit den Anschein vermitteln, das Geschehen findet in einem geschlossenen Raum, aufgrund der militärischen Situation am ehesten einem Zelt statt, tragen beide ihre Lanzen in den Händen. Beide sitzen auf einem Hocker, zwischen ihnen steht ein Tisch, auf dem sich das Spielbrett befindet. Sie sind nach vorn über das Brett gebeugt, Achilles scheint so aufgeregt mit dem Spiel mitzufiebern, dass ihm der Helm etwas ins Gesicht gerutscht ist. Trotz dieser Bewegung im Detail strahlt das Bild eine große Ruhe aus und wirkt schon fast statisch.
Exekias Zeitgenossen und Nachfolger behielten das Grundsujet bei, variierten das Motiv aber immer wieder im Detail. So wird häufig Athene zur Bildkomposition hinzugefügt, die meist zwischen den Helden, hinter dem Tisch mit dem Brettspiel steht. Manchmal wurden auch die Protagonisten verkehrt. Auf anderen Bildern wird das Geschehen ins Freie verlegt, was durch einen Baum in der Bildmitte symbolisiert wird. Es kann auch der Eindruck einer kürzeren Kampfpause vermittelt werden, indem beiden Kämpfern die Schilde umgehängt wurden. Selten sind noch weitere Figuren neben den Helden und Athene Bestandteil des Bildes.

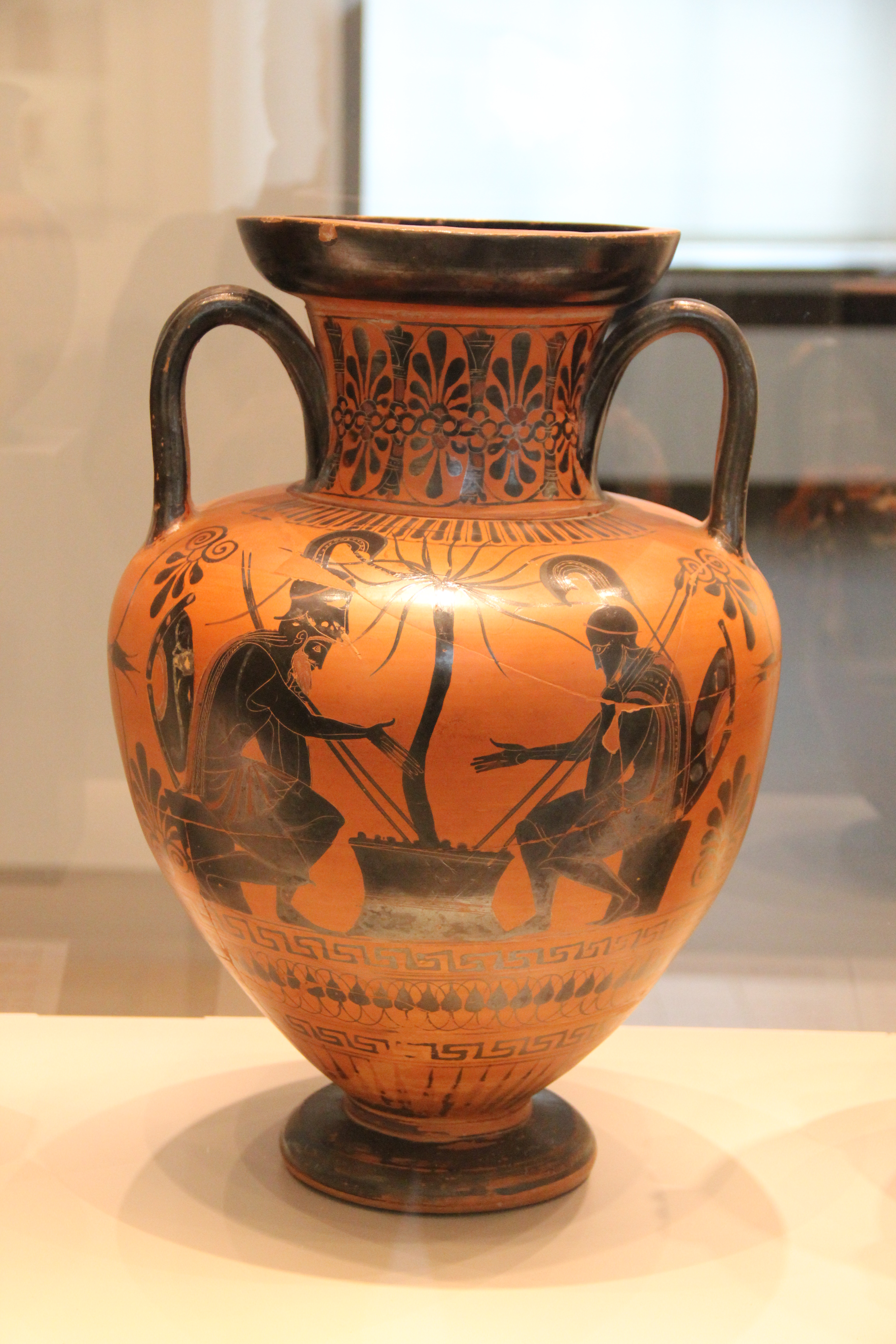
Krieger mit Helmen, aber ohne Schilde gerüstet, zwischen ihnen ein Baum; schwarzfigurige Halsamphora, 520/510 v. Chr., nahe dem Madrid-Maler; Antikensammlung, Berlin
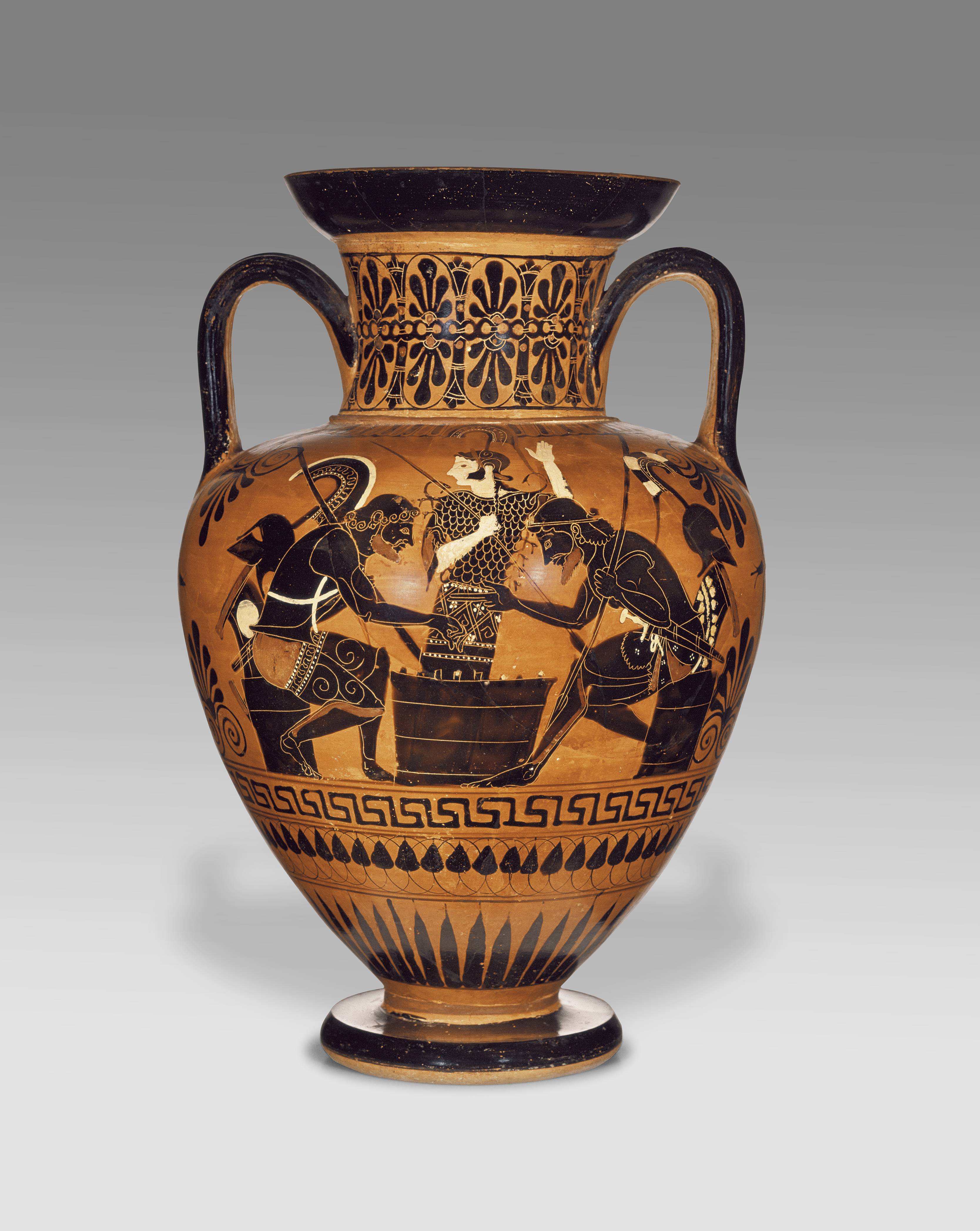
Ungerüstete Krieger mit Athena; schwarzfigurige Halsamphora, um 510 v. Chr., Medea-Gruppe; J. Paul Getty Museum, Malibu
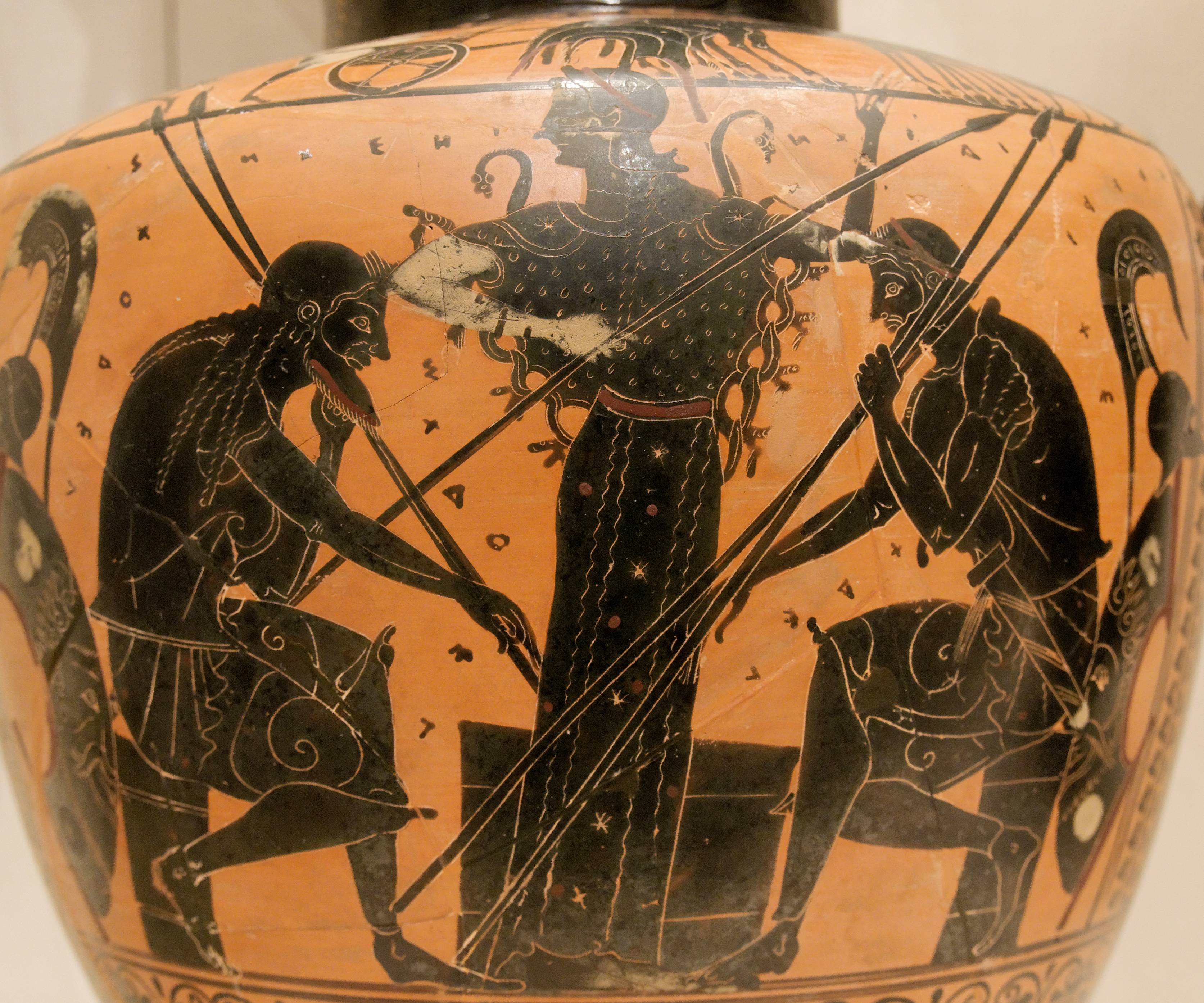
Ungerüstete Krieger mit Athena; schwarzfigurige Hydria, um 510 v. Chr.; Metropolitan Museum of Art, New York
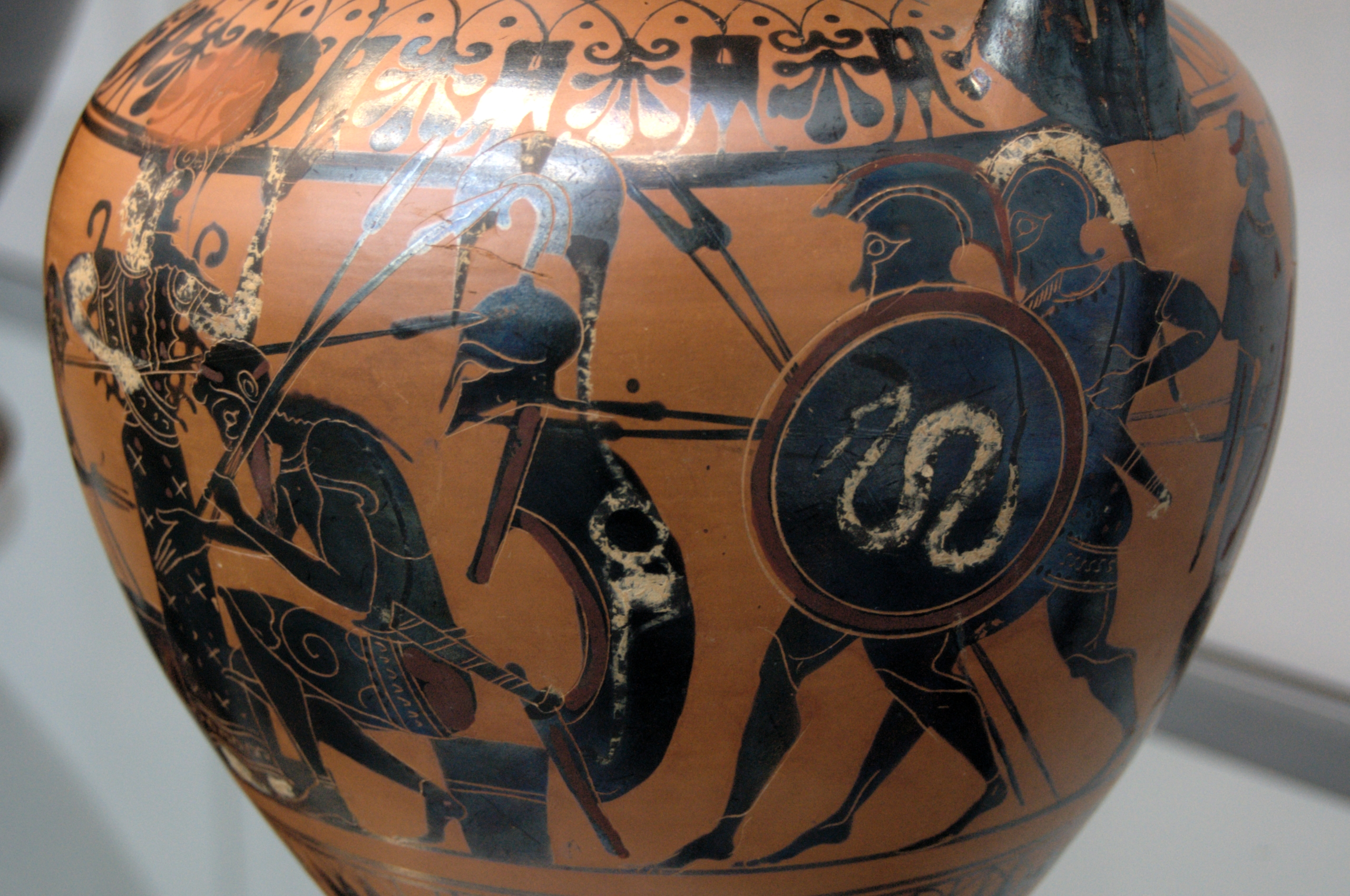
Athene mit den ungerüsteten Kriegern, von beiden Seiten eilen gerüstete Kämpfer auf die Spielenden zu; schwarzfigurige Halsamphora des Malers von Vatikan G 31, um v. Chr.; Staatliche Antikensammlungen, München
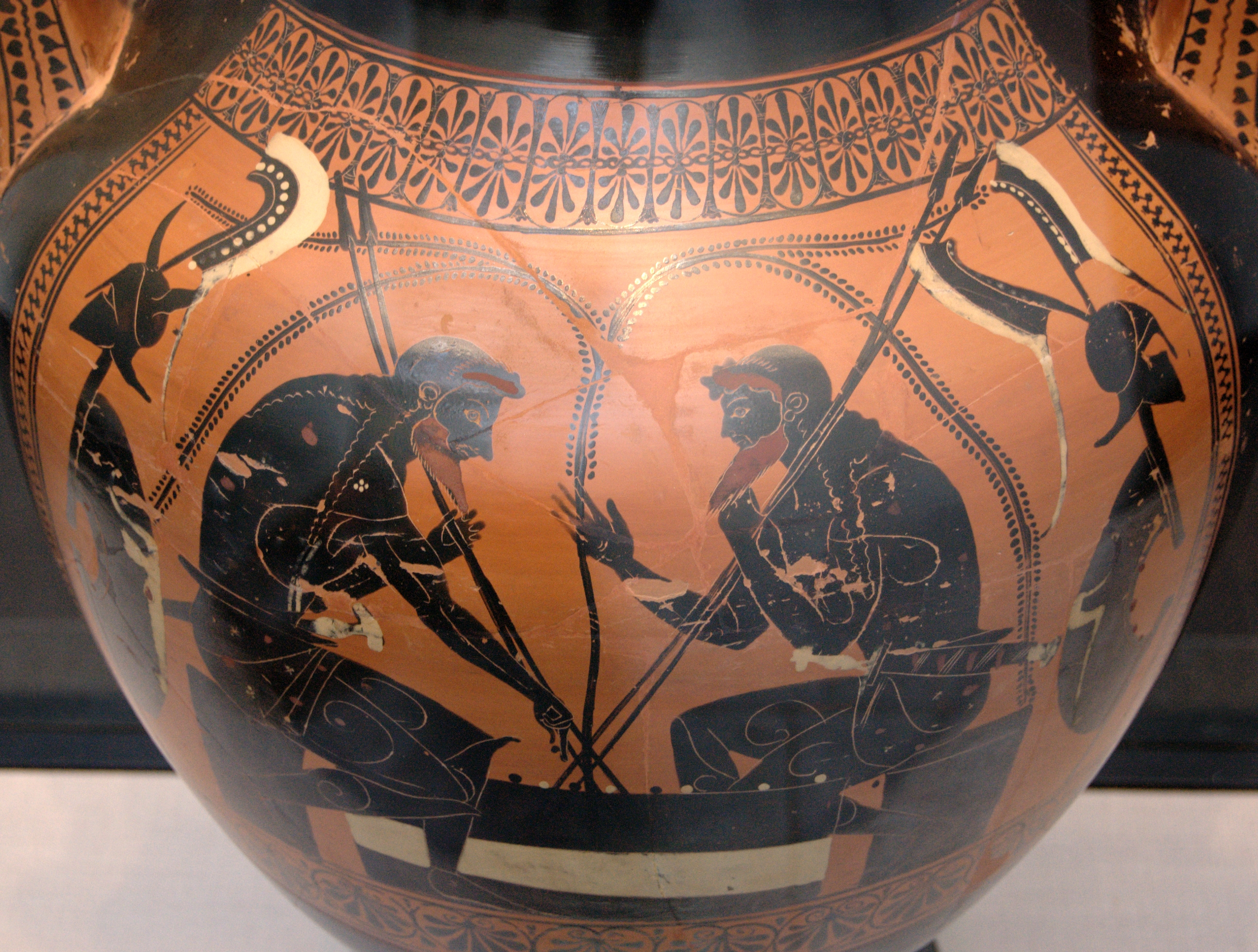
Ungerüstete Krieger mit Baum; schwarzfigurige Bauchamphora, um 500 v. Chr., Leagros-Gruppe, Staatliche Antikensammlungen, München

## Interpretation
Da die Szene literarisch nicht überliefert ist und es zwar nicht unmöglich, aber eher unwahrscheinlich ist, dass Exekias sich dieses Motiv ausgedacht hat, geht man in der Forschung allgemein davon aus, dass es sich um eine Episode des Trojanischen Krieges handelt, deren zugehörige literarische Ausarbeitung heute verloren ist. Trotz der großen Könnerschaft des Exekias erscheint es als unwahrscheinlich, dass er mit seiner Vase einen solchen nachhaltigen Einfluss mit einer von ihm erfundenen Szene gehabt haben könnte, der sich immerhin auch auf die Glyptik erstreckte.
Die gewürfelten Zahlen, die Exekias seinen Helden in den Mund legt, werden als Schicksalsbefragung interpretiert, bei der die Krieger ihr Los in der kommenden Schlacht in Erfahrung bringen wollen. Eine andere Interpretation sieht im Bild eine Allegorie. Die beiden Helden sind so vertieft in ihr Spiel, dass sie die herannahenden Feinde nicht bemerken (wie auch auf der weiter oben abgebildeten Münchner Amphora). Hier wird ein möglicher aktueller Zeitbezug gesehen und auf die Wachen der Stadt Athen angespielt, die so pflichtvergessen waren, dass sie die Männer des Peisistratos nicht kommen sahen und diesem somit eine Rückkehr nach Athen ermöglichten.
Obwohl verschiedene Brettspiele aus der griechischen Antike bekannt sind, ist aus den Bildern nicht ersichtlich, welches Spiel gespielt wird. In Anbetracht der Zahlen in der Beischrift von Exekias und der Haltung der Hände in vielen der Bilder kann man davon ausgehen, dass Würfel Bestandteil des Spiels sind.

## Bildträger und Stil
Exekias fertigte mit einer großen Bauchamphore vom Typ A ein repräsentatives Stück an. Auch in späterer Zeit findet sich das Motiv insbesondere auf Amphoren, vor allem auf Halsamphoren. Doch auch andere Formen finden Verwendung, so Hydrien, wo das Bild meist auf der Schulter gezeigt wird und dort auch zum untergeordneten Beiwerk neben anderen Bildern werden kann, oder Schalen. Obwohl die hohe, schlanke Form der Lekythen zunächst nicht als besonders geeignet für das Bild erscheint, finden sich vor allem später Bilder bevorzugt auf solchen Gefäßen. Neben Amphoren sind Lekythen sogar die meist genutzte Form, deren Bilder jedoch anders als die auf Amphoren selten eine nennenswerte Qualität erreichen. Oinochoen, Olpen Kyathoi, Skyphoi und Teller wurden seltener mit dem Motiv verziert.
Der allergrößte Teil der Vasen zeigt schwarzfigurige Bilder, im Fall der Exekias-Amphora im experimentellen korallenroten Substil, den Exekias wahrscheinlich in seiner Werkstatt erfunden hat. Auf rotfigurigen Vasen finden sich die Bilder selten, hier konnte sich das Motiv abgesehen von der Anfangszeit des Stils nicht dauerhaft etablieren. Weißgrundige Vasen mit den Helden beim Spiel sind sehr selten.

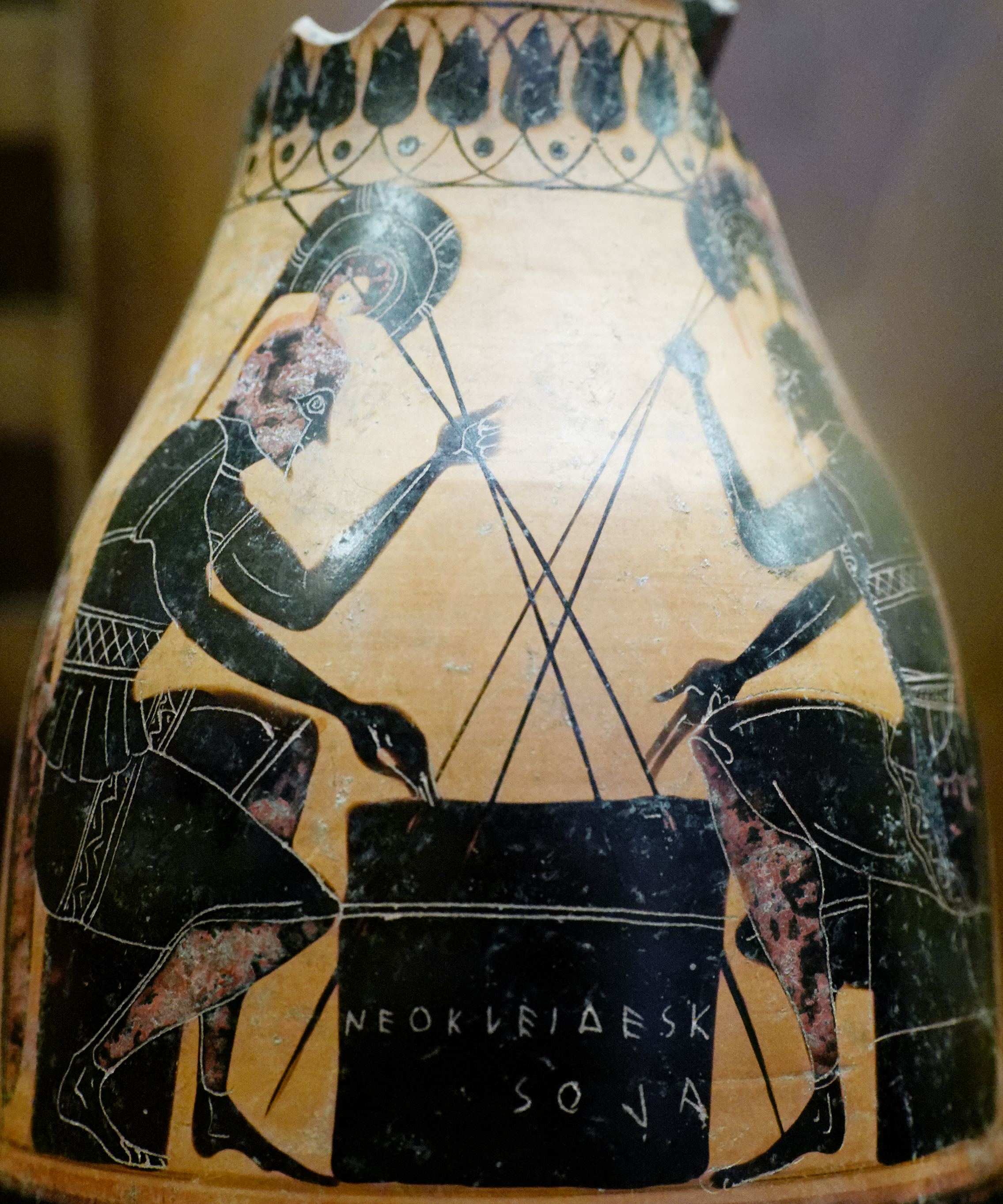
Behelmte Achilles und Ajax ohne Athena und Beiwerk; schwarzfigurige Olpe, um 530 v. Chr.; Kapitolinische Museen, Rom
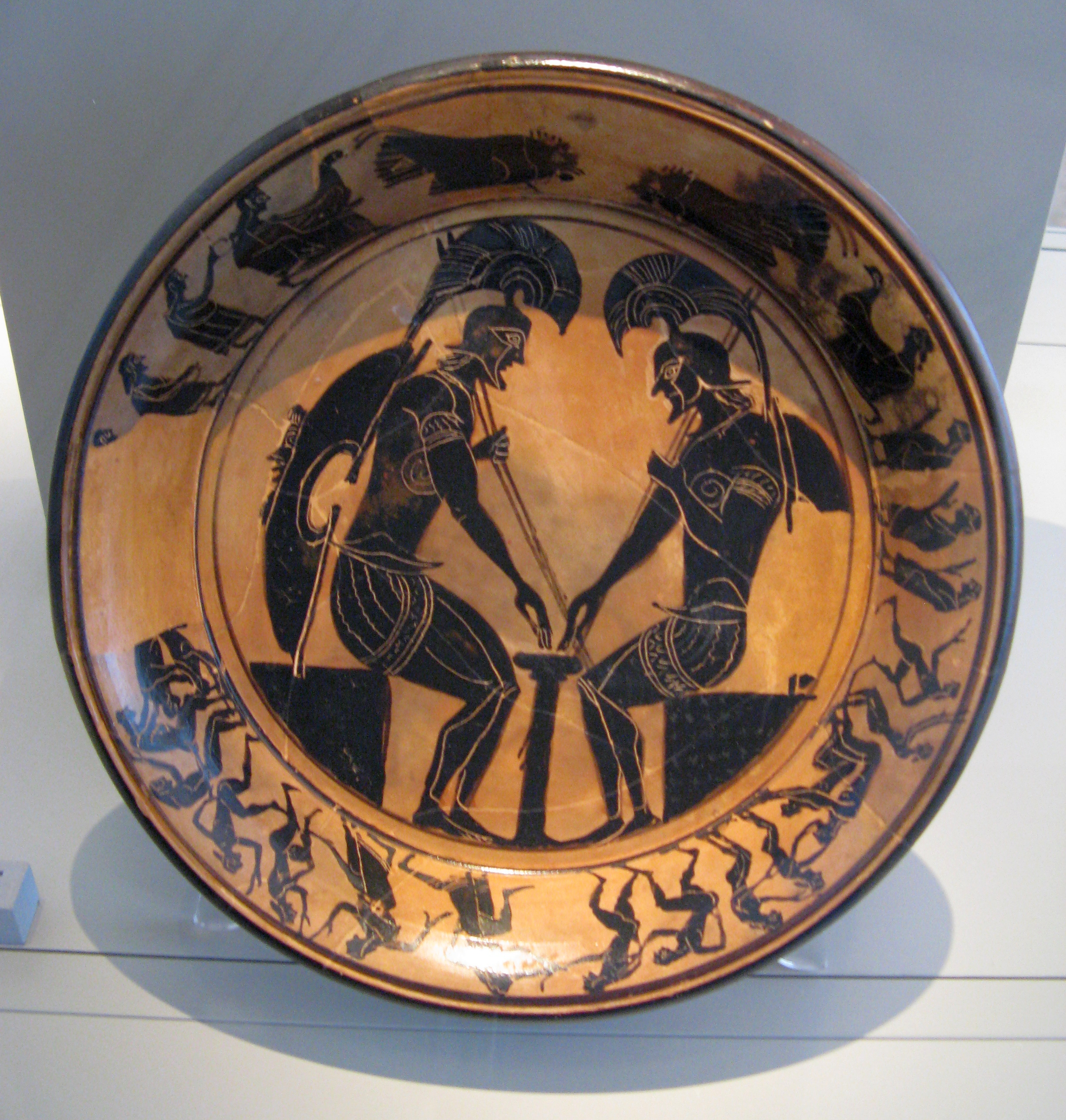
Achilles und Ajax ohne Athena und Beiwerk, vollständig zum Kampf gerüstet; schwarzfiguriger Teller, um 520 v. Chr., Burgon-Gruppe; Antikensammlung, Berlin
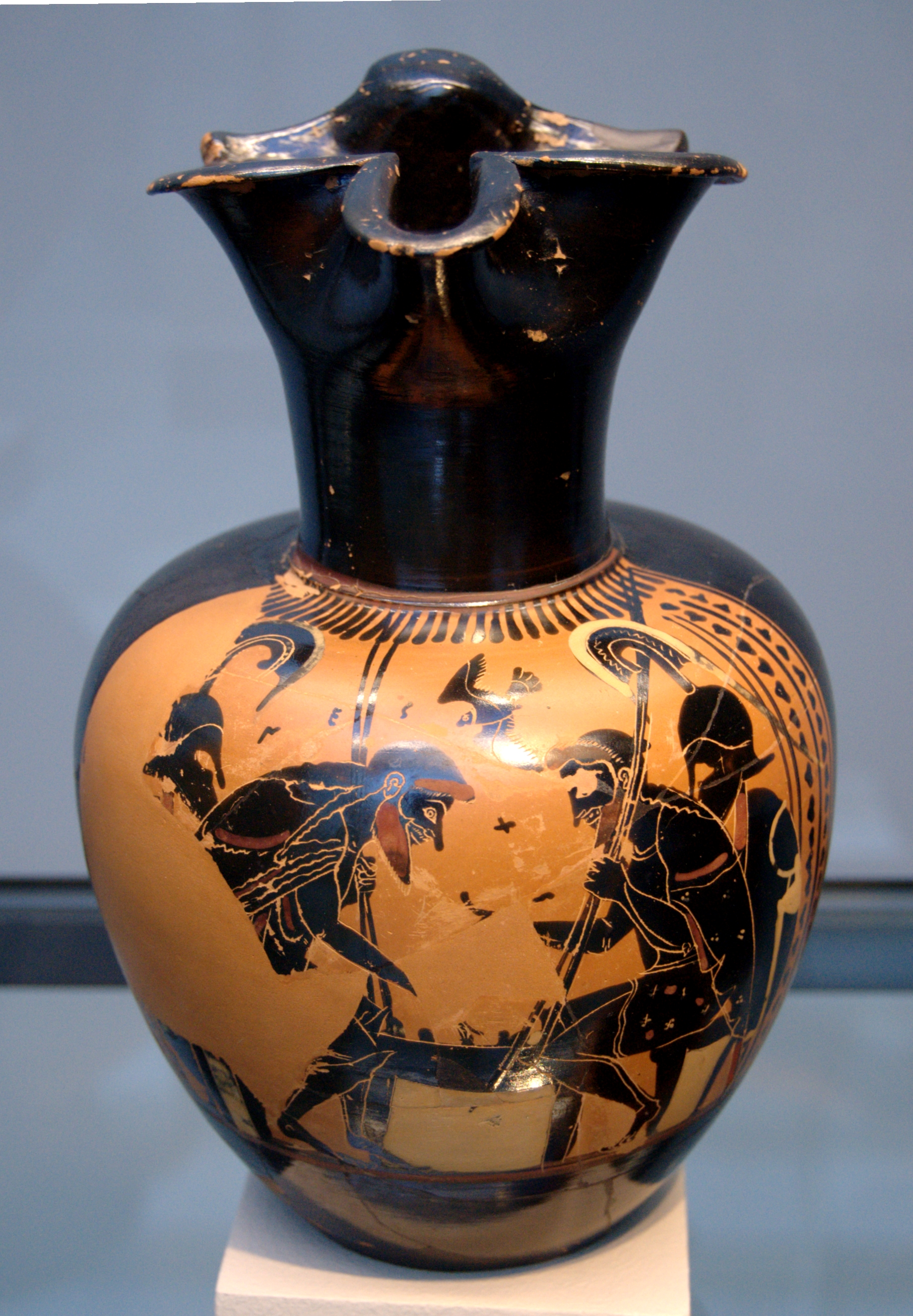
Ungerüstete Krieger ohne Beiwerk; schwarzfigurige Oinochoe, um 510 v. Chr., Leagros-Gruppe; Staatliche Antikensammlungen in München
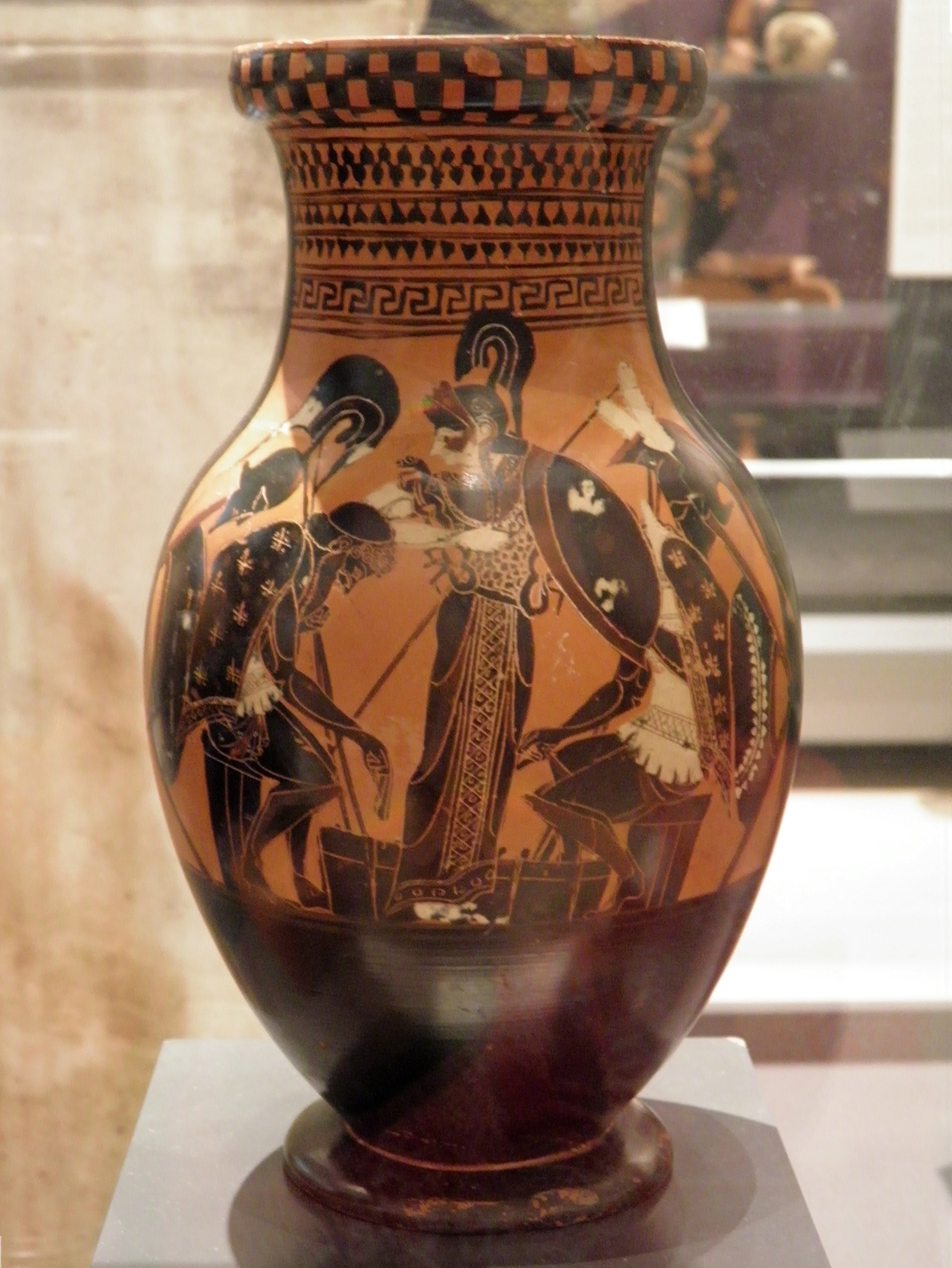
Athena verdeckt den Kopf des Ajax mit dem Schild; beide Kämpfer sind mit ihren Schilden behängt; schwarzfigurige Olpe, um 510/500 v. Chr., Namenvase des Malers von Oxford 224; Ashmolean Museum, Oxford
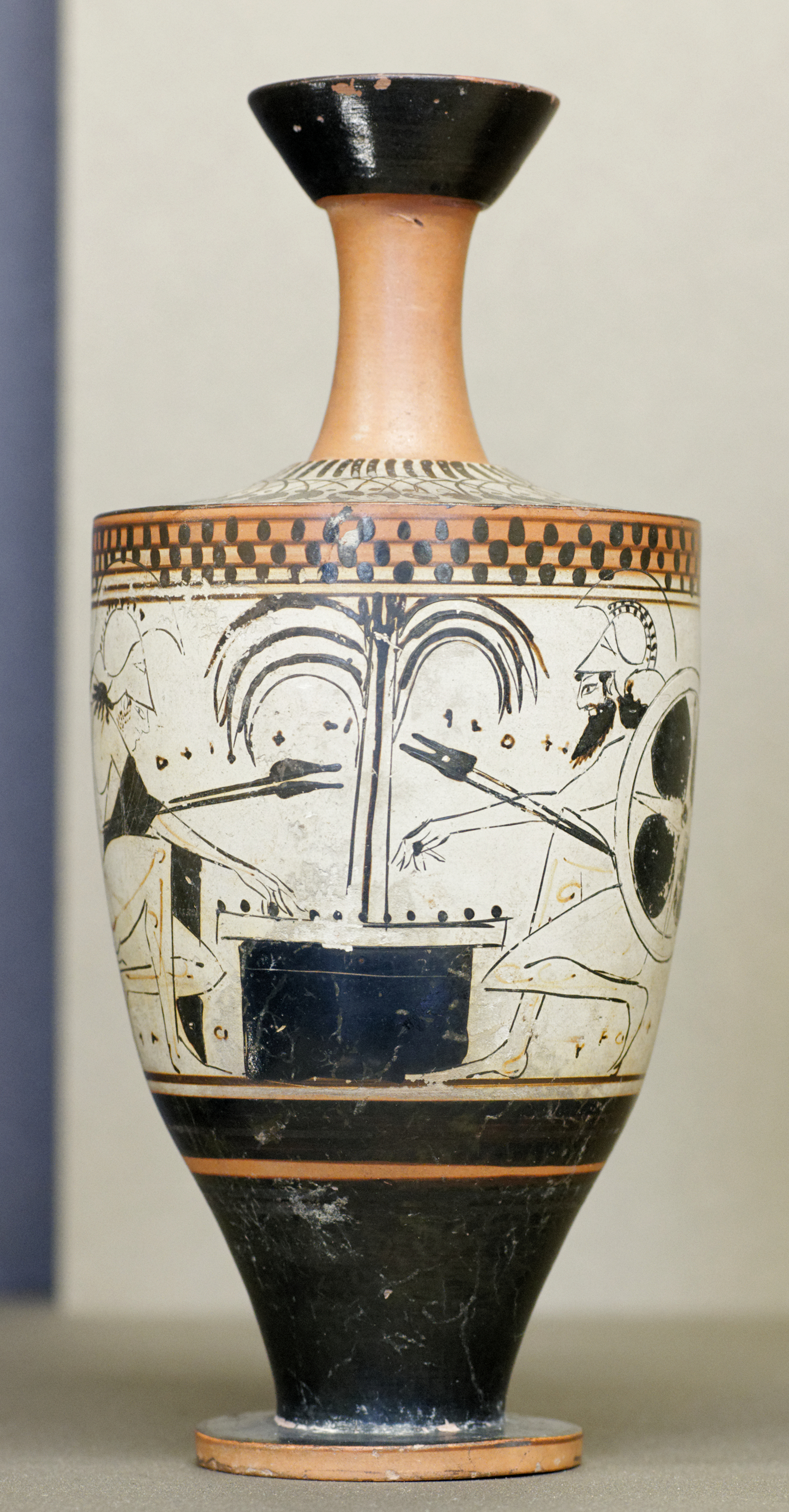
Voll gerüstete Krieger mit Baum; weißgrundige Lekythos, um 500 v. Chr., Diosphos-Maler; Louvre, Paris
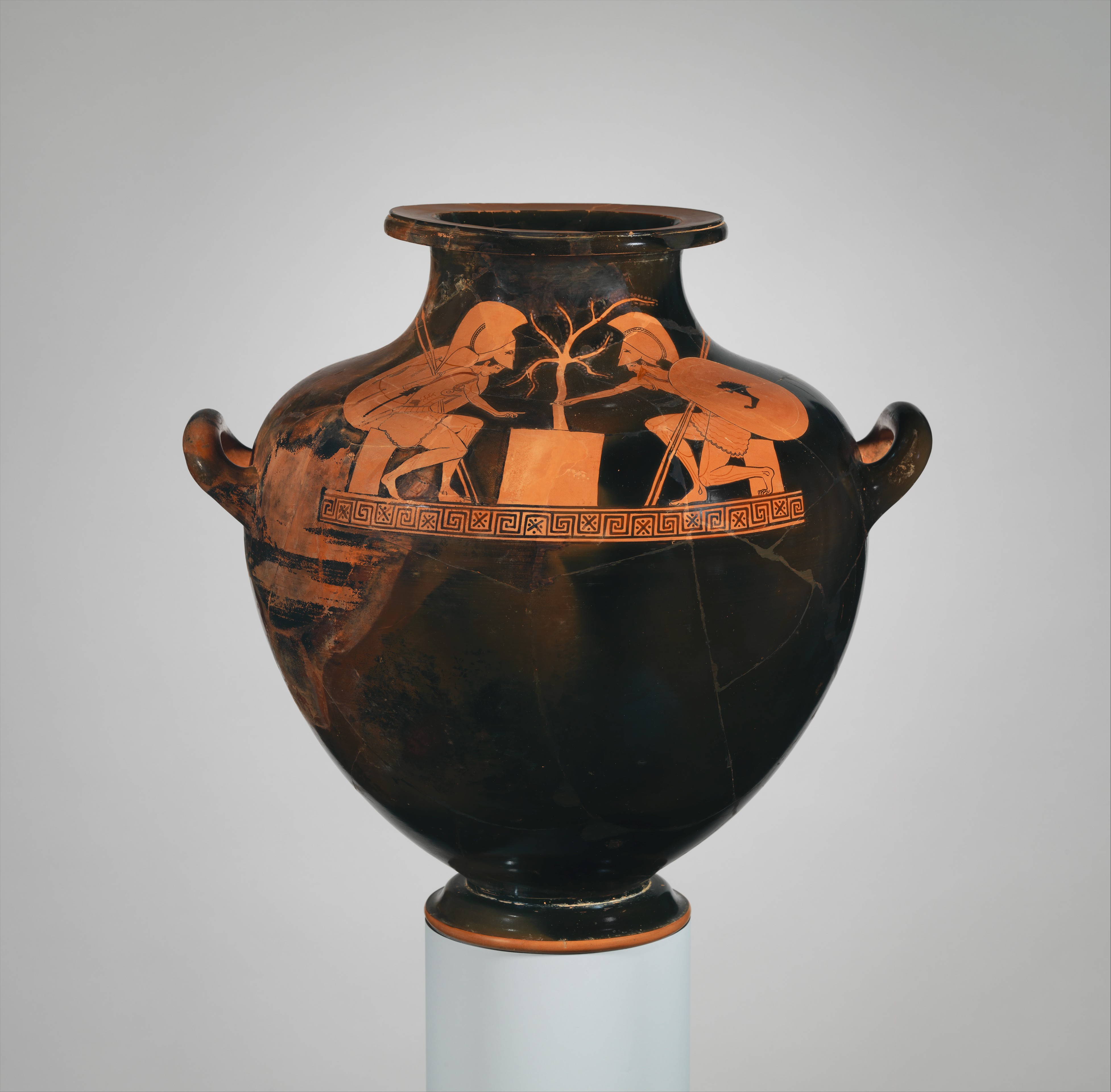
Voll gerüstete Krieger mit Baum; rotfigurige Hydria, um 490 v. Chr., Berliner Maler; Metropolitan Museum of Art, New York